# Jeju SK FC
Jeju United Football Club is een Zuid-Koreaans voetbalclub uit Seogwipo. De club werd opgericht in 1983 als Yukong Elephants. De thuiswedstrijden worden in het Jeju World Cupstadion gespeeld, dat plaats biedt aan 35,657 toeschouwers. De clubkleuren zijn rood-wit.
De thuiswedstrijden werden voorheen in het Bucheon Leports Complex gespeeld, dat plaats bood aan 35.545 toeschouwers. De clubkleuren waren toen rood-zwart. Nadat de club in 2006

## Naamswijzigingen
| Jaar      | Naam             | Bijzonderheid                          |
| --------- | ---------------- | -------------------------------------- |
| 1983      | Yukong Elephants | Verhuizing naar Seoel+Incheon+Gyeonggi |
| 1984~1986 | Yukong Elephants | Verhuizing naar Seoel                  |
| 1987~1990 | Yukong Elephants | Verhuizing naar Incheon+Gyeonggi       |
| 1991~1995 | Yukong Elephants | Verhuizing naar Seoel                  |
| 1996~1997 | Bucheon Yukong   | Verhuizing naar Mokdong in Seoel       |
| 1997~2000 | Bucheon SK       | Verhuizing naar Mokdong in Seoel       |
| 2001~2005 | Bucheon SK       | Verhuizing naar Bucheon                |
| 2006~     | Jeju United FC   | Verhuizing naar Jeju-do                |

* Yukong company renamed to SK

## Erelijst
Nationaal
- K-League
  - Runner up: (1) 2000
- Beker van Zuid-Korea
  - Runner up: (1) 2004
- Koreaanse League Cup
  - Winnaar: (2) 1996, 2000
  - Runner up: (2) 1998, 1998